# Hopesfall

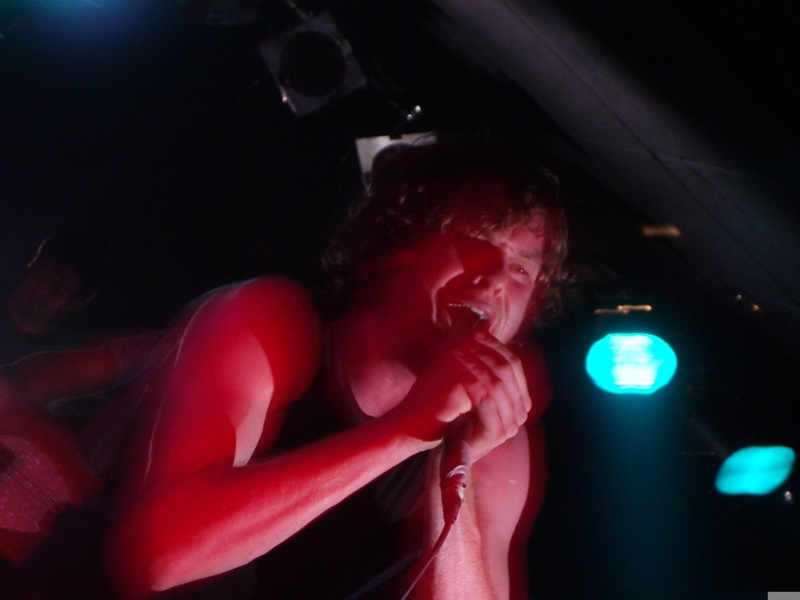
Hopesfall Membro

Hopesfall é uma banda norte-americana de Post-hardcore, formada em Charlotte, Carolina do Norte em 1998. Atualmente, assinaram com a Equal Vision Records.
A banda havia terminado em 2008 com a saída de todos membros, exceto o vocalista Jay Forrest, voltaram em 2016 com um novo rótulo e um novo álbum destinado a lançamento em 2017.

## Historia
The Frailty of Words and No Wings to Speak Of (1998–2001)
Hopesfall começou como uma banda de hardcore cristão em 1998. Eles gravaram seu primeiro álbum, [Satellite Years|The Frailty of Words], no mesmo ano,  e foi lançado em novembro de 1999 no Christian Hardcore / punk label DTS Records. Após o lançamento de The Frailty of Words, o baixista e fundador Christopher Kincaid  deixou a banda, para ser substituído por Pat Aldrich. Em 2001, a banda lançou o EP, [Wings to Speak Of|No Wings to Speak Of].
The Satellite Years (2002–2004)
O período entre o lançamento de No Wings to Speak e [Satellite Years|The Satellite Years] em 2002 a banda assinou com a Trustkill Records , bem como a partida do vocalista fundador Doug Venable e do baixista Pat Aldrich.  o novo vocalista Jay Forrest substituiu Venable e continuaria com a banda até sua separação em 2008. Chad Waldrup substituiu Aldrich como baixista e, mais tarde, assumiu as funções de guitarra depois que Ryan Parrish foi convidado a deixar a banda devido a 'diferenças pessoais' na sequência da Gravação dos Anos Satélite.  Depois que Parrish e Venable saíram, a banda perdeu suas mensagens cristãs, alterando o conteudo das letras para algo mais "comercial" em álbuns posteriores . 
Mike Tyson tocou baixo para a banda na turnê Satellite Years, depois se juntou à banda como membro permanente. Waldrup partiu da banda pouco depois de assumir os deveres da guitarra, e foi substituído por Dustin Nadler, que permaneceu com a banda até sua separação. Além dessas mudanças de formação, o lançamento do álbum The Satellite Years  Hopesfall tem como característica memorável, as influências religiosas em suas músicas. Os Anos Satélites foram gravados no estúdio Great Western Record Recorders de Matt Talbott da HUM. 

## Formação
- Josh Brigham - guitarra
- Jay Forrest - vocalista
- Mike Tyson - baixo
- Dustin Nadler - guitarra[11]
- Jason Trabue - bateria

## Discografia

### Álbuns
- The Frailty of Words (1999) DTS Records
- The Satellite Years (2002) Trustkill Records
- A Types (2004) Trustkill Records
- Magnetic North (2007) Trustkill Records

### EP's
- No Wings to Speak Of (2001) Takehold Records/Trustkill Records